# Strobilanthes henryi
Strobilanthes henryi är en akantusväxtart som beskrevs av William Botting Hemsley.
Strobilanthes henryi ingår i släktet Strobilanthes och familjen akantusväxter. Inga underarter finns listade i Catalogue of Life.